# Begonia pulchra
Begonia pulchra là một loài thực vật có hoa trong họ Thu hải đường. Loài này được (Ridl.) L.L.Forrest & Hollingsw. mô tả khoa học đầu tiên năm 2003.